# Hélène Gelèns
Hélène Gelèns (nascuda el 6 de maig de 1967 a Bergschenhoek) és una poeta dels Països Baixos que escriu en neerlandès. Segons la crítica: «sí que escriu poesia experimental, però no del tot poesia incomprensible».
Gelèns va començar estudiant astronomia, filologia neerlandesa, història i filosofia a les universitats de Leiden i Amsterdam, només va graduar en filosofia a Amsterdam. Va debutar amb el recull niet beginnen bij het hoofd (no comencis pel cap) que va ser nominat al premi C. Buddingh'. El 2007 va escriure el llibret de l'oratori Voices, compost per André Arends. El 2010 va rebre el premi Jan Campert amb el recull zet af en zweet.

## Obres destacades
- niet beginnen bij het hoofd[5]
- zet af en zweet (2010)[6][7]
- applaus vanuit het donker (2014)[8]